# Daniel Sepulveda
Daniel Sepulveda (Austin, 12 de janeiro de 1984) é um jogador profissional de futebol americano estadunidense que foi campeão da temporada de 2008 da National Football League jogando pelo Pittsburgh Steelers.